# تايلور بولين
تايلور بولين (بالإنجليزية: Taylor Bowlin)‏ هو لاعب كرة قدم أمريكي في مركز الدفاع، ولد في 18 يناير 1991 في ليز ساميت في الولايات المتحدة. لعب مع Dayton Dutch Lions ‏.